# Sapromyza imitans
Sapromyza imitans är en tvåvingeart som beskrevs av Baez 2001. Sapromyza imitans ingår i släktet Sapromyza och familjen lövflugor. Inga underarter finns listade i Catalogue of Life.